# Дева (античная мифология)
Дева — др.-греч. Παρθένος — Парте́нос  изначально богиня-девица  (девственная богиня) тавров др.-греч. Oρσιλοχία — Орсилохи́я  (Орсилоха).
Древние греки приравнивая к Артемиде богиню древних обитателей Таврического полуострова — Тавров Орсилоху, называли ту и другую безразлично Таврополой. Тавропола одно из главных божеств и покровительница города-государства Херсонеса Таврического наряду с Гераклом. Одна из четырёх божеств, персонально упоминаемых в Присяге граждан Херсонеса.
Имена других божеств возможного таврского пантеона не сохранились. Дева запечатлена на многочисленных памятниках материальной культуры в Херсонесе и его хоре - на монетах монетного двора Херсонеса  и посвятительных надписях, наиболее ранняя надпись датируется IV в. до н.э.. Посвящения Деве известны и в других античных городах-государствах, в Ольвии во II в. до н. э., также известный храм Артемиды Таврополы был на острове Икар, предполагалось возвести храм Артемиде-Таврополе в Амфиполе на Стримоне.
В III — II в. до н.э. во время обострения отношений Херсонеса с соседними скифами Таврики и сарматами  явления Девы и ее заступничество избавило граждан от угрозы пленения и порабощения. В честь чудесных спасений было вынесено постановление об упорядочении священнодействий в честь богини и появилась официальная храмовая легенда др.-греч. θεοφάνεια, эпифания — явление  Девы описанная херсонесским историком Сириском  .
Посвящённый Деве храм находился в центральной части Херсонеса. В городе отмечались Партении — празднования в честь Девы.
Дева-Парфенос богиня со множеством функций кроме главной функции хранительницы и спасительницы граждан, защитницы во время войн или каких-то чрезвычайных обстоятельств, приносила удачу, могла даровать военную победу .

### Дева в античной мифологии и культах Артемиды Таврической
Древними греками Дева отождествлялась с Артемидой — под именем Артемиды др.-греч. Ταυριώνη, Ταυρώ, Ταυροπόλος — Таврической . Дева фигурирует в древнегреческих трагедиях "Ифигения в Авлиде" и "Ифигения в Тавриде". Согласно мифу, Артемида спасла Ифигению от жертвоприношения в Авлиде и перенесла ее в Тавриду служить жрицей в таврическом храме Артемиды, где Ифигения встретилась с братом Орестом, который убил царя Тавров Фоанта в Херсонесе Таврическом.  Ифигения бежала с Орестом, унося с собой деревянную статую Девы из Тавриды. Согласно Еврипиду,  образ богини Девы Таврической обладал божественной силой и был перенесен из Тавриды Орестом и Ифигенией  в  Браврон,  Галы Арафенидские, Спарту, Ариччу. Согласно Страбону, Орест и Ифигения перенесли из таврической Скифии обряды Артемиды Таврополос в Команы Каппадокийские.
Культ поклонения таврической богине повлиял на средиземноморские культы.

### Храм (святилище) Девы в античных источниках

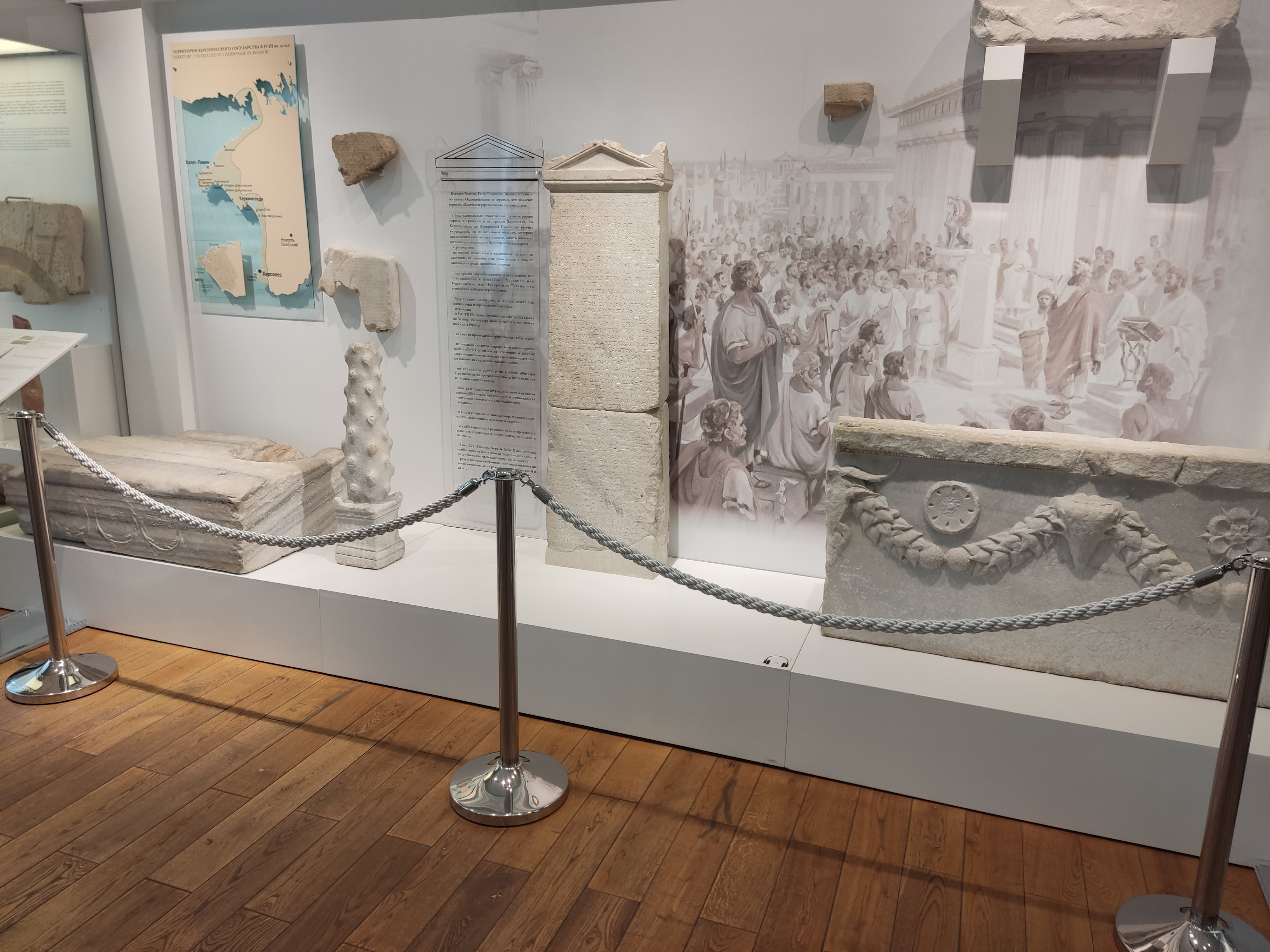
Мраморный постамент с присягой граждан Херсонеса и фрагмент алтаря с посвящением богине Деве, мрамор, Херсонес, IV — III век до н.э., музей-заповедник Херсонес Таврический, Севастополь

Помимо древнегреческого храма Девы в Херсонесе в трагедии Еврипида упоминается таврский храм Девы. Его местонахождение не установлено.
О таврском святилище Девы упоминает Геродот. Согласно ему, тавры приносили божеству в жертву захваченных чужеземцев:

Они приносят в жертву Деве потерпевших крушение мореходов и всех эллинов, кого захватят в открытом море следующим образом. Сначала они поражают обреченных дубиной по голове. Затем тело жертвы, по словам одних, сбрасывают с утеса в море, ибо святилище стоит на крутом утесе, голову же прибивают к столбу (История, IV, 103).

Статуарные изображения Девы в Херсонесе по данным нумизматики
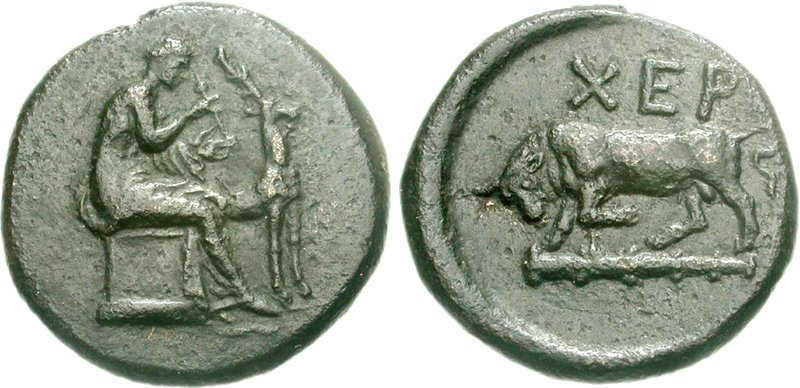
Монета Херсонеса дихалк 390-370 год до н. э. статуарное изображение Дева с ланью. Бык на палице
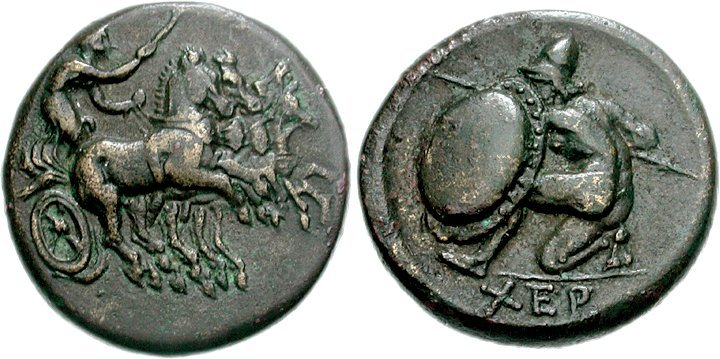
Дева в квадриге.  Гоплит. Херсонес Таврический, 350-300 гг. до н. э.
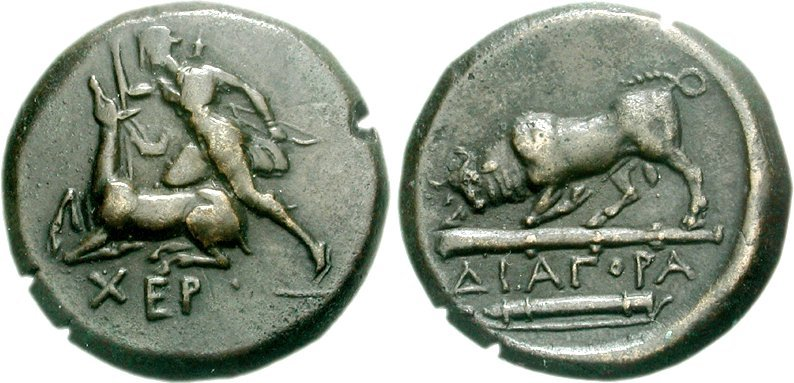
Дева с оленем. Бык, Херсонес Таврический, IV-III вв. до н.э.
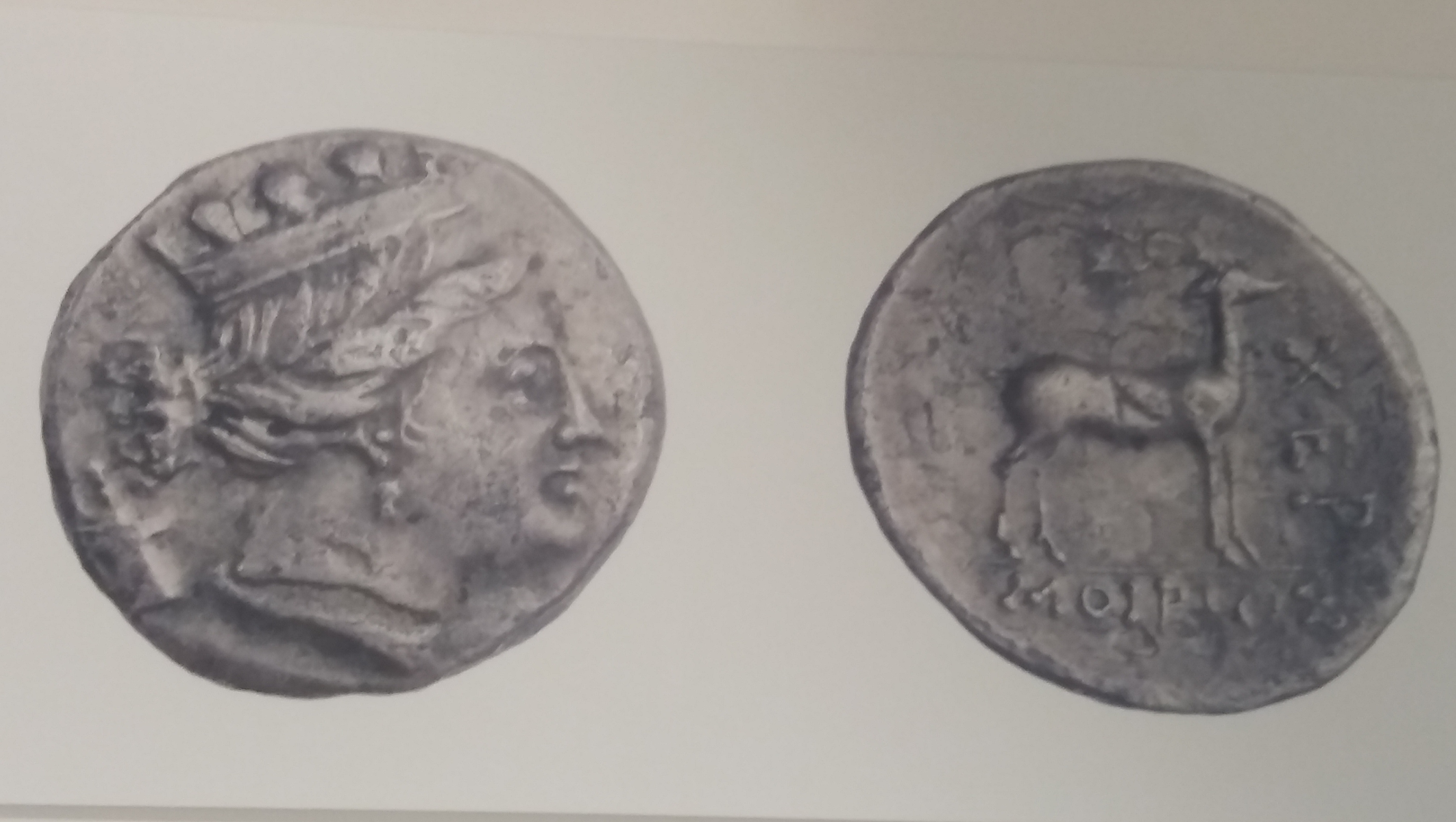
Профиль Девы в башенной короне. Лань
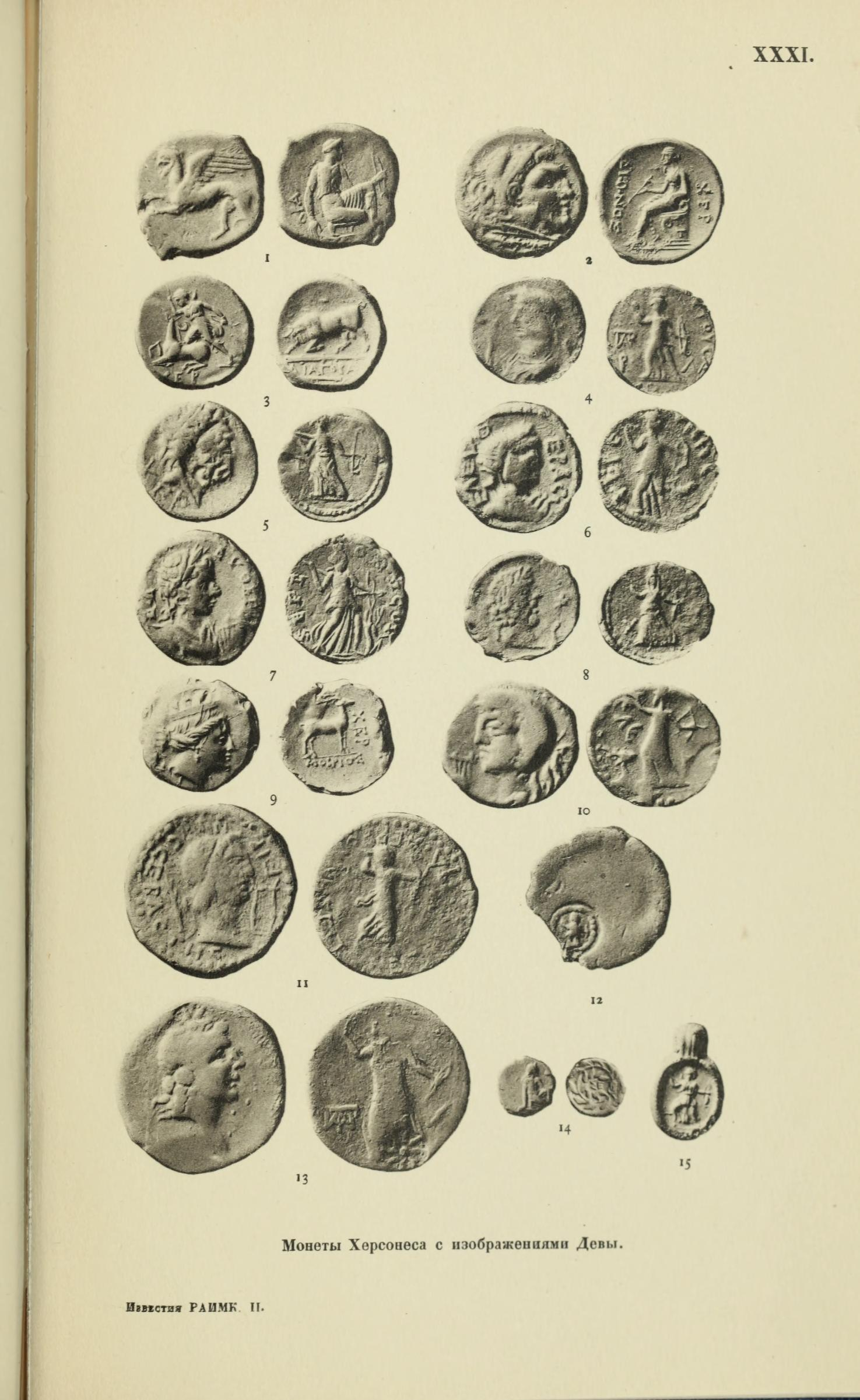
Статуарные изображения Девы в нумизматике

Геродота, возможно, не стоит понимать дословно. По понятным причинам у Геродота не было точных сведений о далёком народе, а полученные им могли быть попросту необъективными. Так, утверждение Геродота, что тавры живут «грабежом и войной», не нашло прямых археологических подтверждений В таврских городищах не найдены чужеземные украшения и утварь в количестве, подтверждавшем бы регулярные пиратство и набеги на соседей.
В спектакле Еврипида храм Девы изображался в дорическом стиле, с золочёным карнизом, то есть таким, каким греки сами бы его создали. Вернее, они его и создали — в Херсонесе, и, возможно, храм в Херсонесе именно так и выглядел. Таврский храм, возможно, не был сооружением, а являлся природным святилищем.
В этом же духе, согласно своим представлениям о храме, или отталкиваясь от свидетельств о греческом храме Девы в Херсонесе, очевидно, описывает таврский храм и Овидий, вложив описание в уста своего персонажа — старого тавра:

 Ещё и ныне стоит храм, опирающийся на огромные колонны: к нему ведут сорок ступеней. Предание гласит, что там был ниспосланный с неба кумир; не сомневайся, ещё и ныне там стоит подножие, лишенное статуи богини; алтарь, который был сделан из белого камня, изменил цвет и ныне красен, будучи окрашен пролитой кровью. Священнодействие совершала жрица.

Согласно Страбону, святилище Девы, почитаемое херсонеситами, и, вероятно, изначально таврское, находилось в 100 стадиях (около 17,7 км) от города, на мысе Парфенион (или мысе Девы, др.-греч. Παρθένιον).

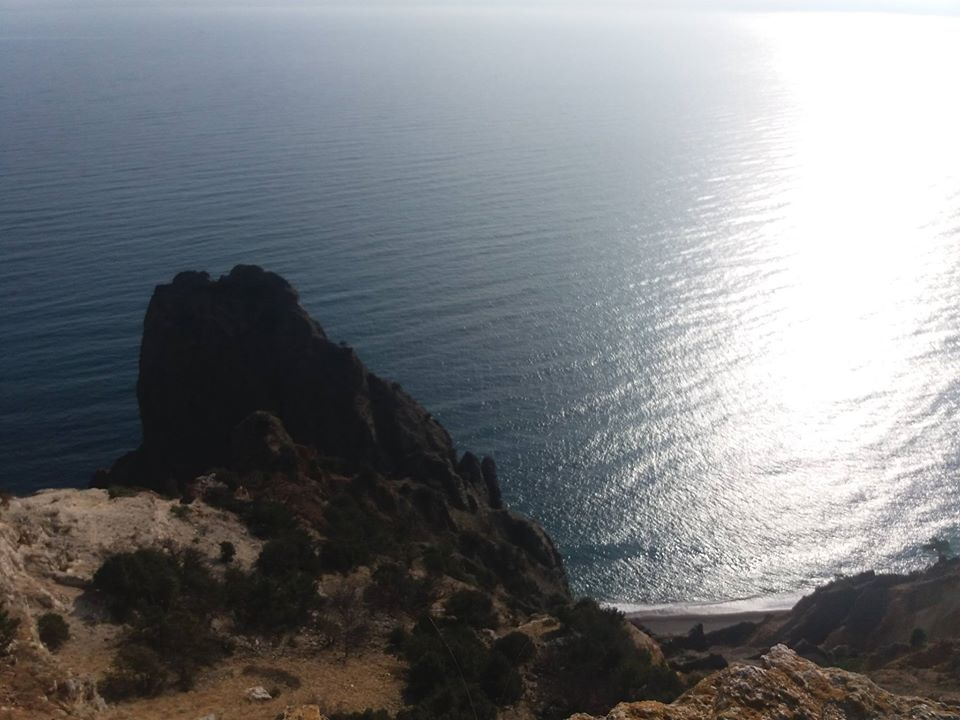
Вид в окрестностях мыса Фиолент

Из предположений по локализации таврского святилища самое популярное — мыс Фиолент, вернее, его окрестности (помимо самого Фиолента, ещё несколько мысов рядом), или ещё шире — обрывистое побережье от Фиолента вплоть до мыса Херсонес. Именно по мотивам посещения Фиолента, с отсылкой на древний миф, Александр Пушкин написал стихи «К чему холодные сомненья? Я верю: здесь был грозный храм».
В пользу Фиолента говорит наличие здесь упоминаемых «крутых утёсов», и сакральные традиции этого места. Здесь найдено пять христианских храмов раннего Средневековья, не считая существующего доныне Георгиевского монастыря. Возможно, местность носила сакральный характер и в дохристианские времена.
Дюбуа де Монпере и Муравьёв-Апостол, путешествовавшие по Крыму в XIX веке, упоминают руины прямоугольного здания на одном из мысов между Фиолентом и мысом Херсонес, предполагая, что это остатки знаменитого храма Девы. Скорее всего, они имели в виду остатки раннесредневекового христианского храма на мысе Виноградный, сохранившиеся и доныне.
Храм Девы искали также на мысе Херсонес, включая подводные поиски в 1931 году. Но местность здесь менее соответствует «крутому утёсу», побережье обрывистое только с южной стороны, постепенно повышаясь от выдающегося в море на запад пологого мыса Херсонес по направлению на восток, к обрывистому Фиоленту.
Гораздо менее обоснованы попытки увязать храм Девы со скалой Дива у Симеиза и с окрестностями Партенита. Они базируются только на созвучии слов Партенос — Дева. Но впервые название Партенит упоминается в житии Иоанна Готского в IX в веке, то есть довольно поздно по отношению к античным временам.

### Алтарь с изображением Девы с хоры Херсонеса
Известно изображение женского божества Девы в эдикуле на алтаре домашнего святилища из раскопок 1999 года хоры в  Верхне-Юхариной балке. Соответствует статуарному изображению Девы на  фрагментарном посвятительном рельефе.